# Medevți, Kărdjali
Medevți (în bulgară Медевци) este un sat în comuna Kirkovo, regiunea Kărdjali,  Bulgaria. 

## Demografie
Componența etnică a satului Medevți
     Bulgari (8,51%)
     Turci (87,23%)
     Nicio identificare (4,25%)
     Altele (0%)
La recensământul din 2011, populația satului Medevți era de 47 locuitori. Din punct de vedere etnic, majoritatea locuitorilor (87,23%) erau turci, cu o minoritate de bulgari (8,51%). Pentru 4,25% din locuitori nu este cunoscută apartenența etnică.